# Alekhis Fotiadis
Alekhis Fotiadis v řečtině Αλεχις Φωτιαδης (* 25. července 1967, Nikósie, Kypr), je reprezentant Kypru v alpském lyžování, olympionik.
Zúčastnil se Zimních olympijských hrách 1984 v Sarajevu, Zimních olympijských hrách 1988 v Calgary a Zimních olympijských her 1992 v Albertville. Jeho nejlepším výsledkem bylo 44. místo ve slalomu v Albertville.